# Unió d'Agricultors Letons
La Unió d'Agricultors Letons (letó Latvijas Zemnieku savienība, LZS) és un partit polític de Letònia, de caràcter agrarista i centrista. Fou fundat el 1917 i fou el partit més important de Letònia en el període d'entreguerres, ja que molts primers ministres foren d'aquest partit. Fou prohibit quan l'Exèrcit Roig envaí el país el 1940 i els seus dirigents foren deportats o afusellats.
El 1990 va reprendre les seves activitats, tot i que no arribat a assolir la importància que havia tingut. les eleccions de 2002 es va unir al Partit Verd de Letònia per a promoure la Unió de Verds i Agricultors (Zaļo un Zemnieku savienība), i van obtenir el 9,5% dels vots i 12 escons. A les eleccions legislatives letones de 2006 va obtenir 18 escons i fou la segona força més votada al Saeima. A les eleccions de 2010 van obtenir el 19,68% dels vots i 22 escons (13 el LZS), quedant com a tercera força del Saeima.

## Resultats electorals

### Eleccions legislatives
| Any                                       | Líder             | Resultats            | Resultats            | Resultats            | Resultats | Resultats | Pos. | Govern             |
| Any                                       | Líder             | Vots                 | %                    | ±                    | Escons    | +/–       | Pos. | Govern             |
| ----------------------------------------- | ----------------- | -------------------- | -------------------- | -------------------- | --------- | --------- | ---- | ------------------ |
| 1920                                      | Kārlis Ulmanis    | 126,434              | 17.79                | Nou                  | 26 / 150  | Nou       | 2n   | Coalició           |
| 1922                                      | Kārlis Ulmanis    | 132,764              | 16.77                | 1.02                 | 17 / 100  | 9         | = 2n | Coalició           |
| 1925                                      | Kārlis Ulmanis    | 125,070              | 15.03                | 1.74                 | 16 / 100  | 1         | = 2n | Coalició           |
| 1928                                      | Kārlis Ulmanis    | 139,173              | 14.97                | 0.06                 | 16 / 100  | =         | = 2n | Coalició           |
| 1931                                      | Kārlis Ulmanis    | 118,443              | 12.25                | 2.72                 | 14 / 100  | 2         | = 2n | Coalició           |
| República Socialista Soviètica de Letònia |                   |                      |                      |                      |           |           |      |                    |
| 1993                                      | Jānis Kinna       | 119,116              | 10.65                | Nou                  | 12 / 100  | Nou       | 4t   | Coalició           |
| 1995                                      | Jānis Kinna       | Coalició KDS-LZS-LDP | Coalició KDS-LZS-LDP | Coalició KDS-LZS-LDP | 3 / 100   | 9         | 6è   | Coalició           |
| 1998                                      | Jānis Kinna       | 23,732               | 2.48                 | 3.88                 | 0 / 100   | 3         | 7è   | Extraparlamentari  |
| 2002                                      | Augusts Brigmanis | Dins la ZZS          | Dins la ZZS          | Dins la ZZS          | 7 / 100   | 7         | 5è   | Coalició           |
| 2006                                      | Augusts Brigmanis | Dins la ZZS          | Dins la ZZS          | Dins la ZZS          | 12 / 100  | 5         | 2n   | Coalició           |
| 2010                                      | Augusts Brigmanis | Dins la ZZS          | Dins la ZZS          | Dins la ZZS          | 13 / 100  | 1         | 3r   | Coalició           |
| 2011                                      | Augusts Brigmanis | Dins la ZZS          | Dins la ZZS          | Dins la ZZS          | 5 / 100   | 8         | 5è   | Oposició           |
| 2014                                      | Augusts Brigmanis | Dins la ZZS          | Dins la ZZS          | Dins la ZZS          | 11 / 100  | 6         | 3r   | Coalició           |
| 2018                                      | Augusts Brigmanis | Dins la ZZS          | Dins la ZZS          | Dins la ZZS          | 5 / 100   | 6         | 6è   | Oposició           |
| 2022                                      | Armands Krauze    | Dins la ZZS          | Dins la ZZS          | Dins la ZZS          | 11 / 100  | 6         | 2n   | Oposició (2022-23) |
| 2022                                      | Armands Krauze    | Dins la ZZS          | Dins la ZZS          | Dins la ZZS          | 11 / 100  | 6         | 2n   | Coalició           |

### Parlament Europeu
| Any  | Líder                | Vots        | %           | Escons | +/– | Grup                                    |
| ---- | -------------------- | ----------- | ----------- | ------ | --- | --------------------------------------- |
| 2004 | Baiba Rivža          | Dins la ZZS | Dins la ZZS | 0 / 9  | Nou | –                                       |
| 2009 | Baiba Rivža          | Dins la ZZS | Dins la ZZS | 0 / 8  | =   | –                                       |
| 2014 | Andris Bērziņš       | Dins la ZZS | Dins la ZZS | 1 / 8  | 1   | EFDD (2014) NI (2014-15) ALDE (2015-19) |
| 2019 | Dana Reizniece-Ozola | Dins la ZZS | Dins la ZZS | 0 / 8  | 1   | –                                       |
| 2024 | Harijs Rokpelnis     | Dins la ZZS | Dins la ZZS | 0 / 9  | =   | –                                       |